# Llista de topònims de Guimerà
Llista de topònims (noms propis de lloc) del municipi de Guimerà, a l'Urgell
Informació actualitzada per un bot. Els canvis manuals es perdran quan s'actualitzi!

## cabana
| imatge | Nom                        | Ubicat a | instància de | Detalls | coordenades                                                         | Protecció | Commons (més fotos) | Dades a WD                    |
| ------ | -------------------------- | -------- | ------------ | ------- | ------------------------------------------------------------------- | --------- | ------------------- | ----------------------------- |
|        | Torre del Carlà            | Guimerà  | cabana       |         | 41° 33′ 20″ N, 1° 12′ 22″ E / 41.5556407345301°N,1.20622732901106°E |           |                     | Modifica les dades a Wikidata |
|        | Xalet del Barri            | Guimerà  | cabana       |         | 41° 33′ 42″ N, 1° 11′ 00″ E / 41.5617044103922°N,1.18341859518793°E |           |                     | Modifica les dades a Wikidata |
|        | cabana de Cal Tous         | Guimerà  | cabana       |         | 41° 34′ 44″ N, 1° 10′ 50″ E / 41.5787969188839°N,1.18042054304634°E |           |                     | Modifica les dades a Wikidata |
|        | cabana de l'Aiguader       | Guimerà  | cabana       |         | 41° 34′ 04″ N, 1° 10′ 34″ E / 41.5676957435378°N,1.17613878106838°E |           |                     | Modifica les dades a Wikidata |
|        | cabana del Faig            | Guimerà  | cabana       |         | 41° 35′ 11″ N, 1° 11′ 55″ E / 41.586260390618°N,1.19851775300192°E  |           |                     | Modifica les dades a Wikidata |
|        | corral de Mas d'en Caps    | Guimerà  | cabana       |         | 41° 33′ 20″ N, 1° 12′ 01″ E / 41.555581511076°N,1.2001876345808°E   |           |                     | Modifica les dades a Wikidata |
|        | era de la Pagesa           | Guimerà  | cabana       |         | 41° 33′ 11″ N, 1° 09′ 50″ E / 41.5530624341035°N,1.16386443140388°E |           |                     | Modifica les dades a Wikidata |
|        | era del Minguella          | Guimerà  | cabana       |         | 41° 34′ 38″ N, 1° 11′ 50″ E / 41.577150664716°N,1.1971897802409°E   |           |                     | Modifica les dades a Wikidata |
|        | pallissa de Ca la Bepa     | Guimerà  | cabana       |         | 41° 34′ 27″ N, 1° 11′ 45″ E / 41.5742941523437°N,1.19588777424217°E |           |                     | Modifica les dades a Wikidata |
|        | pallissa de Cal Bep de Sec | Guimerà  | cabana       |         | 41° 34′ 44″ N, 1° 09′ 57″ E / 41.5790264330908°N,1.16595982606949°E |           |                     | Modifica les dades a Wikidata |
|        | pallissa de Cal Pajostre   | Guimerà  | cabana       |         | 41° 34′ 52″ N, 1° 11′ 34″ E / 41.5810618438112°N,1.1926764607776°E  |           |                     | Modifica les dades a Wikidata |
|        | pallissa de Cal Ponet      | Guimerà  | cabana       |         | 41° 34′ 10″ N, 1° 10′ 20″ E / 41.5695510641176°N,1.1721647098163°E  |           |                     | Modifica les dades a Wikidata |
|        | pallissa de l'Adroguer     | Guimerà  | cabana       |         | 41° 33′ 43″ N, 1° 10′ 03″ E / 41.561999192757°N,1.16737690474604°E  |           |                     | Modifica les dades a Wikidata |
|        | pallissa del Gatneu        | Guimerà  | cabana       |         | 41° 34′ 09″ N, 1° 11′ 41″ E / 41.5692659717677°N,1.19458850167145°E |           |                     | Modifica les dades a Wikidata |
|        | pallissa del Llord         | Guimerà  | cabana       |         | 41° 35′ 19″ N, 1° 10′ 28″ E / 41.5886828009656°N,1.1745162821413°E  |           |                     | Modifica les dades a Wikidata |
|        | pallissa del Magí          | Guimerà  | cabana       |         | 41° 34′ 11″ N, 1° 10′ 18″ E / 41.5697047245524°N,1.17163266222956°E |           |                     | Modifica les dades a Wikidata |
|        | pallissa del Manseta       | Guimerà  | cabana       |         | 41° 33′ 18″ N, 1° 12′ 41″ E / 41.5550347651652°N,1.21126824754985°E |           |                     | Modifica les dades a Wikidata |
|        | pallissa del Marxant       | Guimerà  | cabana       |         | 41° 34′ 02″ N, 1° 11′ 18″ E / 41.5672110627529°N,1.18820544800567°E |           |                     | Modifica les dades a Wikidata |
|        | pallissa del Modesta       | Guimerà  | cabana       |         | 41° 33′ 23″ N, 1° 09′ 56″ E / 41.5564324918721°N,1.16565161841094°E |           |                     | Modifica les dades a Wikidata |
|        | pallissa del Mota          | Guimerà  | cabana       |         | 41° 35′ 17″ N, 1° 11′ 25″ E / 41.5879876332336°N,1.1903598018507°E  |           |                     | Modifica les dades a Wikidata |
|        | pallissa del Pajostre      | Guimerà  | cabana       |         | 41° 35′ 08″ N, 1° 11′ 28″ E / 41.5854678457904°N,1.1910659971225°E  |           |                     | Modifica les dades a Wikidata |
|        | pallissa del Rebató        | Guimerà  | cabana       |         | 41° 32′ 43″ N, 1° 10′ 37″ E / 41.5451657403477°N,1.1770240355978°E  |           |                     | Modifica les dades a Wikidata |
|        | pallissa del Xincletes     | Guimerà  | cabana       |         | 41° 32′ 57″ N, 1° 11′ 22″ E / 41.549110164376°N,1.1895765417422°E   |           |                     | Modifica les dades a Wikidata |

## casa
| imatge | Nom           | Ubicat a | instància de | Detalls                                                 | coordenades                                                                                           | Protecció                                  | Commons (més fotos) | Dades a WD                    |
| ------ | ------------- | -------- | ------------ | ------------------------------------------------------- | --- | ------------------------------------------ | ------------------- | ----------------------------- |
|        | Ca l'Aguiló   | Guimerà  | casa         | Estil: arquitectura gòtica                              | 41° 33′ 52″ N, 1° 11′ 05″ E / 41.56447°N,1.18461°E ca:Carrer Major, 13-15                             | bé integrant del patrimoni cultural català |                     | Modifica les dades a Wikidata |
|        | Cal Manseta   | Guimerà  | casa         | Estil: gòtic tardà arquitectura del Renaixement         | 41° 33′ 51″ N, 1° 11′ 08″ E / 41.564263888889°N,1.1856722222222°E ca:Carrer de la Capella, 5 507 msnm | bé integrant del patrimoni cultural català | Cal Manseta         | Modifica les dades a Wikidata |
|        | Cal Minguella | Guimerà  | casa         | Estil: arquitectura gòtica arquitectura del Renaixement | 41° 33′ 52″ N, 1° 11′ 05″ E / 41.564444444444°N,1.1847583333333°E ca:Carrer Major, 16 513 msnm        | bé integrant del patrimoni cultural català | Cal Minguella       | Modifica les dades a Wikidata |

## creu de terme
| imatge | Nom                                 | Ubicat a | instància de  | Detalls                                                              | coordenades                                                                                          | Protecció                                  | Commons (més fotos)                 | Dades a WD                    |
| ------ | ----------------------------------- | -------- | ------------- | -------------------------------------------------------------------- | --- | ------------------------------------------ | ----------------------------------- | ----------------------------- |
|        | Creueta Blanca                      | Guimerà  | creu de terme |                                                                      | 41° 34′ 01″ N, 1° 10′ 33″ E / 41.566902737022545°N,1.1757721287156788°E                              |                                            | Creueta Blanca                      | Modifica les dades a Wikidata |
|        | creu d'Èvol                         | Guimerà  | creu de terme | Estil: arquitectura popular                                          | 41° 33′ 55″ N, 1° 11′ 13″ E / 41.565283333333°N,1.186875°E 561 msnm                                  | bé integrant del patrimoni cultural català | Creu de terme del Pedró             | Modifica les dades a Wikidata |
|        | creu de Benet Ramon                 | Guimerà  | creu de terme |                                                                      | 41° 34′ 08″ N, 1° 11′ 17″ E / 41.5688265876859°N,1.1880618072168807°E                                |                                            | Creu de terme del camí de la Bovera | Modifica les dades a Wikidata |
|        | creu de Sant Jordi                  | Guimerà  | creu de terme |                                                                      | 41° 33′ 44″ N, 1° 11′ 09″ E / 41.5621864287366°N,1.1858731296839724°E                                |                                            |                                     | Modifica les dades a Wikidata |
|        | creu de terme (Guimerà)             | Guimerà  | creu de terme | Estil: arquitectura gòtica 15th century Estat: enderrocat o destruït | 41° 33′ 54″ N, 1° 11′ 11″ E / 41.56495730006057°N,1.186431189103497°E                                |                                            | Creu de terme (Guimerà)             | Modifica les dades a Wikidata |
|        | creu de terme del camí de la Bovera | Guimerà  | creu de terme | Estil: arquitectura popular                                          | 41° 34′ 10″ N, 1° 10′ 30″ E / 41.56949972375361°N,1.1749104117168618°E ca:Camí de la Bovera 611 msnm | bé integrant del patrimoni cultural català | Creu de terme del camí de la Bovera | Modifica les dades a Wikidata |
|        | creu dels Quatre Ulls               | Guimerà  | creu de terme | Estil: arquitectura gòtica                                           | 41° 33′ 53″ N, 1° 10′ 13″ E / 41.564786111111°N,1.1703305555556°E 496 msnm                           | bé integrant del patrimoni cultural català | Creu dels Tres Ulls                 | Modifica les dades a Wikidata |

## església
| imatge | Nom                      | Ubicat a | instància de                 | Detalls                     | coordenades                                                                | Protecció                                  | Commons (més fotos)               | Dades a WD                    |
| ------ | ------------------------ | -------- | ---------------------------- | --------------------------- | -------------------------------------------------------------------------- | ------------------------------------------ | --------------------------------- | ----------------------------- |
|        | Sant Esteve de Guimerà   | Guimerà  | església                     | Estil: arquitectura gòtica  | 41° 33′ 51″ N, 1° 11′ 09″ E / 41.564247222222°N,1.1857638888889°E 507 msnm | bé integrant del patrimoni cultural català | Capella de Sant Esteve de Guimerà | Modifica les dades a Wikidata |
|        | Santa Maria de Guimerà   | Guimerà  | església                     | Estil: art romànic          | 41° 33′ 54″ N, 1° 11′ 13″ E / 41.56494722°N,1.18695833°E                   | bé integrant del patrimoni cultural català | Santa Maria de Guimerà            | Modifica les dades a Wikidata |
|        | Santa Maria de la Bovera | Guimerà  | església monestir cistercenc | Estil: arquitectura barroca | 41° 34′ 13″ N, 1° 09′ 31″ E / 41.5703°N,1.1585°E                           | bé integrant del patrimoni cultural català | Santa Maria de la Bovera          | Modifica les dades a Wikidata |

## font
| imatge | Nom                  | Ubicat a | instància de | Detalls | coordenades                                                         | Protecció | Commons (més fotos) | Dades a WD                    |
| ------ | -------------------- | -------- | ------------ | ------- | ------------------------------------------------------------------- | --------- | ------------------- | ----------------------------- |
|        | font de l'Arnica     | Guimerà  | font         |         | 41° 33′ 19″ N, 1° 09′ 47″ E / 41.5551493480435°N,1.16313386536265°E |           |                     | Modifica les dades a Wikidata |
|        | font de la Cirera    | Guimerà  | font         |         | 41° 33′ 33″ N, 1° 11′ 26″ E / 41.5591424854919°N,1.19058937662507°E |           |                     | Modifica les dades a Wikidata |
|        | font de la Sangola   | Guimerà  | font         |         | 41° 33′ 33″ N, 1° 10′ 32″ E / 41.559302741683°N,1.17565535950745°E  |           |                     | Modifica les dades a Wikidata |
|        | font del Trudes      | Guimerà  | font         |         | 41° 32′ 52″ N, 1° 11′ 16″ E / 41.5476676316226°N,1.18772026005644°E |           |                     | Modifica les dades a Wikidata |
|        | font dels Ballesters | Guimerà  | font         |         | 41° 34′ 53″ N, 1° 11′ 08″ E / 41.5813639507165°N,1.18555458872761°E |           |                     | Modifica les dades a Wikidata |
|        | font dels Masets     | Guimerà  | font         |         | 41° 33′ 05″ N, 1° 11′ 41″ E / 41.5513641063183°N,1.19482306388698°E |           |                     | Modifica les dades a Wikidata |

## masia
| imatge | Nom                 | Ubicat a | instància de | Detalls | coordenades                                                         | Protecció | Commons (més fotos) | Dades a WD                    |
| ------ | ------------------- | -------- | ------------ | ------- | ------------------------------------------------------------------- | --------- | ------------------- | ----------------------------- |
|        | Ca la Manela        | Guimerà  | masia        |         | 41° 34′ 22″ N, 1° 12′ 24″ E / 41.5727258164838°N,1.20675010778362°E |           |                     | Modifica les dades a Wikidata |
|        | Ca la Peça          | Guimerà  | masia        |         | 41° 33′ 50″ N, 1° 10′ 37″ E / 41.5639800023109°N,1.17696285582473°E |           |                     | Modifica les dades a Wikidata |
|        | Cal Bover           | Guimerà  | masia        |         | 41° 34′ 20″ N, 1° 11′ 20″ E / 41.5722557382195°N,1.18883206394103°E |           |                     | Modifica les dades a Wikidata |
|        | Cal Cacauero        | Guimerà  | masia        |         | 41° 34′ 16″ N, 1° 10′ 05″ E / 41.5711149066638°N,1.16799475289115°E |           |                     | Modifica les dades a Wikidata |
|        | Cal Cèlia           | Guimerà  | masia        |         | 41° 33′ 59″ N, 1° 10′ 37″ E / 41.5663023400753°N,1.17687356880509°E |           |                     | Modifica les dades a Wikidata |
|        | Cal Jurminet        | Guimerà  | masia        |         | 41° 34′ 56″ N, 1° 10′ 14″ E / 41.58213550786°N,1.1706605172347°E    |           |                     | Modifica les dades a Wikidata |
|        | Cal Petrus          | Guimerà  | masia        |         | 41° 33′ 51″ N, 1° 10′ 29″ E / 41.5641344395067°N,1.17477588005575°E |           |                     | Modifica les dades a Wikidata |
|        | Cal Rauet           | Guimerà  | masia        |         | 41° 34′ 31″ N, 1° 11′ 24″ E / 41.57523705876°N,1.1900463437046°E    |           |                     | Modifica les dades a Wikidata |
|        | Cal Sebastianet     | Guimerà  | masia        |         | 41° 34′ 13″ N, 1° 10′ 11″ E / 41.570412983676°N,1.1697920279813°E   |           |                     | Modifica les dades a Wikidata |
|        | Cal Sebastià Llor   | Guimerà  | masia        |         | 41° 34′ 38″ N, 1° 11′ 21″ E / 41.5772583526046°N,1.18907610065841°E |           |                     | Modifica les dades a Wikidata |
|        | Casa del Bover      | Guimerà  | masia        |         | 41° 34′ 18″ N, 1° 11′ 31″ E / 41.5717809489354°N,1.19185580397566°E |           |                     | Modifica les dades a Wikidata |
|        | Mas de la Mariona   | Guimerà  | masia        |         | 41° 34′ 35″ N, 1° 12′ 24″ E / 41.5765087247732°N,1.20675339341997°E |           |                     | Modifica les dades a Wikidata |
|        | Mas del Margalló    | Guimerà  | masia        |         | 41° 32′ 41″ N, 1° 10′ 21″ E / 41.5448042042127°N,1.17240647299522°E |           |                     | Modifica les dades a Wikidata |
|        | Masia Relat de Baix | Guimerà  | masia        |         | 41° 31′ 12″ N, 1° 10′ 08″ E / 41.519959758561°N,1.1688179023136°E   |           |                     | Modifica les dades a Wikidata |
|        | l'Agoit del Cec     | Guimerà  | masia        |         | 41° 33′ 46″ N, 1° 11′ 53″ E / 41.5629063348751°N,1.19797952183105°E |           |                     | Modifica les dades a Wikidata |
|        | la Mundeta          | Guimerà  | masia        |         | 41° 33′ 48″ N, 1° 10′ 42″ E / 41.5634444436471°N,1.17840500542082°E |           |                     | Modifica les dades a Wikidata |

## molí d'aigua
| imatge | Nom                     | Ubicat a | instància de | Detalls                     | coordenades                                                                                            | Protecció                                  | Commons (més fotos)     | Dades a WD                    |
| ------ | ----------------------- | -------- | ------------ | --------------------------- | --- | ------------------------------------------ | ----------------------- | ----------------------------- |
|        | Molí Nou                | Guimerà  | molí d'aigua |                             | 41° 33′ 55″ N, 1° 12′ 01″ E / 41.565294°N,1.200405°E                                                   | bé integrant del patrimoni cultural català | Molí Nou (Guimerà)      | Modifica les dades a Wikidata |
|        | Molí de Baix del Senyor | Guimerà  | molí d'aigua | Estil: arquitectura popular | 41° 33′ 51″ N, 1° 11′ 12″ E / 41.564043°N,1.186566°E                                                   | bé integrant del patrimoni cultural català | Molí de Baix del Senyor | Modifica les dades a Wikidata |
|        | Molí de Dalt del Senyor | Guimerà  | molí d'aigua | Estil: arquitectura gòtica  | 41° 33′ 50″ N, 1° 11′ 13″ E / 41.564002777778°N,1.1869666666667°E ca:Carrer de les Piques, 31 506 msnm | bé integrant del patrimoni cultural català | Molí de Dalt del Senyor | Modifica les dades a Wikidata |
|        | Molí de l'Armengol      | Guimerà  | molí d'aigua | Estil: arquitectura popular | 41° 33′ 50″ N, 1° 10′ 46″ E / 41.563984°N,1.17933°E                                                    | bé integrant del patrimoni cultural català | Molí de l'Armengol      | Modifica les dades a Wikidata |
|        | Molí del Colomines      | Guimerà  | molí d'aigua | Estil: arquitectura popular | 41° 33′ 59″ N, 1° 09′ 54″ E / 41.566472°N,1.164898°E                                                   | bé integrant del patrimoni cultural català | Molí del Colomines      | Modifica les dades a Wikidata |

## porta de ciutat
| imatge | Nom                        | Ubicat a | instància de    | Detalls                     | coordenades | Protecció                                  | Commons (més fotos)        | Dades a WD                    |
| ------ | -------------------------- | -------- | --------------- | --------------------------- | --- | ------------------------------------------ | -------------------------- | ----------------------------- |
|        | Portal de Tàrrega          | Guimerà  | porta de ciutat | Estil: arquitectura gòtica  | 41° 33′ 52″ N, 1° 11′ 04″ E / 41.564522222222°N,1.1844222222222°E ca:Carrer del Portal / Carrer de la Cendra 513 msnm | bé integrant del patrimoni cultural català | Portal de Tàrrega          | Modifica les dades a Wikidata |
|        | Portal dels Senyors d'Èvol | Guimerà  | porta de ciutat | Estil: arquitectura popular | 41° 33′ 54″ N, 1° 11′ 13″ E / 41.565017°N,1.186859°E 559 msnm                                                         | bé integrant del patrimoni cultural català | Portal dels Senyors d'Evol | Modifica les dades a Wikidata |

## Misc
| imatge | Nom                                    | Ubicat a                                                                | instància de                                   | Detalls                                          | coordenades                                                                                           | Protecció                                            | Commons (més fotos)             | Dades a WD                    |
| ------ | -------------------------------------- | ----------------------------------------------------------------------- | ---------------------------------------------- | ------------------------------------------------ | --- | ---------------------------------------------------- | ------------------------------- | ----------------------------- |
|        | Carrers coberts de Guimerà             | Guimerà                                                                 | carrer                                         | Estil: arquitectura romànica arquitectura gòtica | 41° 33′ 52″ N, 1° 11′ 10″ E / 41.564391666667°N,1.1860166666667°E 512 msnm                            | bé integrant del patrimoni cultural català           | Carrers coberts de Guimerà      | Modifica les dades a Wikidata |
|        | Granja del Baner                       | Guimerà                                                                 | granja                                         |                                                  | 41° 33′ 32″ N, 1° 11′ 23″ E / 41.5589570884234°N,1.1896831921651°E                                    |                                                      |                                 | Modifica les dades a Wikidata |
|        | Guimerà                                | Guimerà                                                                 | entitat singular de població capital municipal | 249 hab                                          | 41° 33′ 52″ N, 1° 11′ 07″ E / 41.5645°N,1.18528°E 500 msnm                                            |                                                      |                                 | Modifica les dades a Wikidata |
|        | Molí de la Cadena                      | Urgell Vallfogona de Riucorb Guimerà                                    | conjunt d'edificis                             |                                                  | 41° 33′ 39″ N, 1° 13′ 10″ E / 41.560709°N,1.219495°E                                                  |                                                      |                                 | Modifica les dades a Wikidata |
|        | Plaça Major de Guimerà                 | Guimerà                                                                 | plaça                                          | Estil: arquitectura gòtica                       | 41° 33′ 52″ N, 1° 11′ 07″ E / 41.564305555556°N,1.1852027777778°E 507 msnm                            | bé integrant del patrimoni cultural català           | Plaça Major de Guimerà          | Modifica les dades a Wikidata |
|        | Pont de Guimerà                        | Guimerà                                                                 | pont                                           | Estil: arquitectura popular Travessa: riu Corb   | 41° 33′ 49″ N, 1° 11′ 09″ E / 41.56356°N,1.1857°E                                                     | bé integrant del patrimoni cultural català           | Pont de Guimerà                 | Modifica les dades a Wikidata |
|        | Pou de gel de Guimerà                  | Guimerà                                                                 | pou de neu                                     | Estil: arquitectura popular                      | 41° 33′ 52″ N, 1° 11′ 06″ E / 41.564327777778°N,1.1850777777778°E 507 msnm                            | bé integrant del patrimoni cultural català           | Pou de gel de Guimerà           | Modifica les dades a Wikidata |
|        | Pujal Gros                             | Guimerà Verdú                                                           | muntanya                                       |                                                  | 41° 35′ 36″ N, 1° 10′ 40″ E / 41.5932°N,1.17767°E 534.8 msnm                                          |                                                      |                                 | Modifica les dades a Wikidata |
|        | Santa Maria de Vallsanta               | Guimerà                                                                 | monestir cistercenc monestir ruïna             | Estil: arquitectura gòtica                       | 41° 34′ 01″ N, 1° 09′ 43″ E / 41.566926°N,1.162019°E                                                  | bé cultural d'interès local                          | Monestir de Vallsanta (Guimerà) | Modifica les dades a Wikidata |
|        | Torre de guaita del castell de Guimerà | Guimerà                                                                 | torre de sentinella                            |                                                  | 41° 33′ 55″ N, 1° 11′ 10″ E / 41.5652°N,1.18608°E                                                     |                                                      |                                 | Modifica les dades a Wikidata |
|        | cabana de volta del Jan                | Guimerà                                                                 | cabana de volta                                | Estil: arquitectura popular                      | 41° 33′ 57″ N, 1° 09′ 14″ E / 41.565911111111°N,1.1540138888889°E 483 msnm                            | bé integrant del patrimoni cultural català           | Cabana de volta del Jan         | Modifica les dades a Wikidata |
|        | casa consistorial de Guimerà           | Guimerà                                                                 | casa consistorial                              |                                                  | 41° 33′ 51″ N, 1° 11′ 02″ E / 41.5642119°N,1.18377°E                                                  |                                                      | Town hall of Guimerà            | Modifica les dades a Wikidata |
|        | castell de Guimerà                     | Guimerà                                                                 | castell                                        | Estil: arquitectura romànica                     | 41° 33′ 55″ N, 1° 11′ 10″ E / 41.5653°N,1.18611°E ca:a la part alta del nucli urbà 567 msnm           | bé d'interès cultural bé cultural d'interès nacional | Castell de Guimerà              | Modifica les dades a Wikidata |
|        | cementiri de Guimerà                   | Guimerà                                                                 | cementiri                                      |                                                  | 41° 33′ 58″ N, 1° 11′ 25″ E / 41.5659990749583°N,1.19017016651405°E                                   |                                                      |                                 | Modifica les dades a Wikidata |
|        | riu Corb                               | Noguera Segrià Conca de Barberà Pla d'Urgell Urgell província de Lleida | curs d'aigua                                   | Desemboca: Segre Llarg: 57km                     | 41° 40′ 41″ N, 0° 42′ 45″ E / 41.678°N,0.71242°E 41° 32′ 33″ N, 1° 21′ 21″ E / 41.542506°N,1.355713°E |                                                      | Corb River                      | Modifica les dades a Wikidata |